# Villallana
Villallana  (en asturiano y oficialmente: Viḷḷayana) es una parroquia del concejo asturiano de Lena, España, y un lugar de dicha parroquia.
Se sitúan al norte de la villa de Pola de Lena, capital municipal.  a unos 3 kilómetros aproximadamente en dirección a Oviedo a una altitud de 280 m. Situada a orillas del río Lena (pocos kilómetros después Río Caudal).

## Toponimia
La opinión común generalizada es que el topónimo procede del adjetivo latino plana (lisa, llana). Aunque parece más correcta su relación con “villa iuliana”, por su condición de población asentada en la continuidad de la Via Romana de La Carisa, sería por tanto una villa dedicada a la familia de los emperadores romanos.

## Historia[3]
La parroquia tuvo gran importancia en el Camino de Santiago, los nombres de los caserones denotan la condición de paso como L´Hospitalón, L´Alberguería, El Portalón, La Venta, La Casa Postes. Todos ellos casi desaparecidos o muy modificados pero que recuerdan su función hospitalaria. Poseía uno de los hospitales de peregrinos más antiguos de la ruta jacobea por Asturias, la datación más antigua de la que se tiene constancia hace referencia al año 1619, el hospital llegó a tener más de sesenta censos impuestos, manteniéndolos al menos hasta 1833. 
Destaca también su importancia en la actividad artesana e industrial; en 1846 en La Bárcena la compañía “Jacquet y Cía.” funda la fábrica de aceros, sería la tercera de Asturias (anteriormente se habían instalado otras en Avilés y Trubia). 
Su primer director fue el ingeniero de minas D. Adriano Paillete, el hierro se importaba de Vizcaya e incluso Suecia, el óxido rojo se extraía de las minas del Aramo y Teyeo, el combustible para los hornos se conseguía casi al pie de la fábrica, carbón de “La Estrepitosa”. Los productos de esta fábrica consiguieron medalla de oro en la Exposición Española de 1850 y medalla de plata en la Exposición Universal de Londres de 1851. En plena producción y fama cambió de dueño, pasando a la Sociedad Hullera y Metalúrgica Asturiana (Langreo) lo que propició un descenso tanto de producción como de calidad. Para frenar el deterioro fue traspasada a D. Numa Guilhou, gran experto en estos negocios pero que no consiguió evitar su cierre en 1871.
La tejera de Villayana
Villayana figura tristemente en la historia ferroviaria asturiana por uno de los accidentes más graves del ferrocarril asturiano. El 10 de abril de 1950 el Expreso Madrid- Gijón se salió de la vía sobre las casas del Auxilio Social (se prestaba este servicio al acabar la guerra en una de ellas). La cifra de muertos y heridos se trató de mantener oculto, ante la sospecha de un posible atentado, ya que en los vagones viajaban diferentes personalidades. En el lugar del accidente se contabilizaron 18 fallecidos y más de setenta heridos (algunos de los cuales fallecieron en los días posteriores).

## Demografía
La parroquia tiene una población de 590 habitantes según datos del INE de 2015, distribuidos en 290 hombres y 291 mujeres. 

## Patrimonio
- Hospital de nuestra señora de la Alberguería: construido en el siglo XVI, era unos de los más antiguos e importantes del Camino de Santiago por su antigüedad y por sus bienes. En 1897 D. Juan Menéndez Pidal escribía: “ Los peregrinos llegaban a la puesta de sol, recibían cena y cama y a la mañana frugal desayuno al proseguir el camino. La obra-pía extendía también su acción benéfica a otros fines, teniendo vacas de leche y yuntas de bueyes para socorrer a los vecinos pobres que no tuviesen ganado propio o en aparcería”.
- Capilla del Cristo del Amparo: incluida en el Inventario de Patrimonio Cultural de Asturias. Aparece mencionada en 1645 con ocasión de la visita del canónico de la catedral de Oviedo al Hospital de Villayana. En un principio contaba con una imagen de Nuestra Señora que fue sustituida a mediados del siglo XVII por el del Santo Cristo de la Misericordia. En el año 1950 la capilla fue convertida en iglesia parroquial.
- Iglesia de Samartino- En la actualidad es un edificio con importantes reformas en el siglo XIX sobre un edificio en esencia románico. Con planta de cruz latina y cabecera semicircular. En el año 1698 Gerónimo de Villa, maestro dorador y pintor de Oviedo, pintó y doró dos retablos colaterales, de los que se conservan algunas partes integrados en los actuales retablos.
- Fuente de Villayana- Frente a la iglesia parroquial es de fundición con decoraciones de cabezas de animales.

## Entidades de población
La parroquia cuenta con las siguientes entidades de población, con el tipo de población según el Nomenclátor de la Sociedad Asturiana de Estudios Económicos e Industriales, la toponimia asturiana oficial en asturiano y la población según el Instituto Nacional de Estadística:
| Localidad    | Nombre oficial en asturiano | Tipo de población | Habitantes (INE, 2020) |
| El Cabo      | Cabo                        | Casería           | 2                      |
| La Canterona | La Canterona                | Casería           | 0                      |
| El Cascayu   | El Casqueyu                 | Casería           | 0                      |
| La Caseta    | La Caseta                   | Casería           | 1                      |
| El Castiello | El Castiiḷḷu                | Aldea             | 8                      |
| El Castro    | El Questru                  | Casería           | 2                      |
| La Collada   | La Coḷḷá                    | Casería           | 1                      |
| La Corraona  | La Corraona                 | Casería           | 4                      |
| La Corrona   | La Corrona                  | Casería           | 23                     |
| Fresnedo     | Fresneo                     | Casería           | 2                      |
| Misiegos     | Misiegos                    | Casería           | 0                      |
| La Mora      | La Mora                     | Casería           | 0                      |
| El Padrún    | El Padrún                   | Casería           | 16                     |
| Requejo      | El Riquixu                  | Casería           | 5                      |
| El Retellón  | El Reteḷḷón                 | Casería           | 2                      |
| Retrullés    | Retruyés                    | Lugar             | 32                     |
| Retrunal     | El Retrunal                 | Casería           | 0                      |
| San Martino  | Samartino                   | Lugar             | 23                     |
| La Teyera    | La Teyera                   | Casería           | 4                      |
| Vallinas     | Vaḷḷines                    | Casería           | 16                     |
| La Vega      | La Vega                     | Lugar             | 91                     |
| Vega-Muro    | Vegamuro                    | Casería           | 0                      |
| Villallana   | Viḷḷayana                   | Lugar             | 292                    |
| La Viña      | La Viña                     | Casería           | 3                      |
| Viscarrionda | Viscarrionda                | Casería           | 1                      |

Son otros lugares: L'Acebal, La Bárzana, La Calzá, El Cantarillón, La Escaldá, Malpica, La Pena'l Cuirvu, El Quentu'l Culibriru, La Quintana, El Quintanal, El Requexón, Retalente, La Sapera, Les Tercies, El Vaḷḷe, La Venta, Villasola y La Yana

## Personajes
- Ángeles Losada Gafo: Natural y vecina de Villayana, estudió delineante en la Escuela de Artes y Oficios de Oviedo y Arte y Decoración. Desde 1992 se dedica exclusivamente a pintar y dar clases de dibujo y pintura. Fue finalista en el III Certamen Nacional de Pintura “Adolfo Lozano Sidro” en Córdoba,  ilustradora de la Edición de Cuentos Premios del Concurso Internacional de Cuentos Lena. Jurado del Concurso de Dibujo y Pintura la Aire Libre que organiza el Ayuntamiento de Lena.
- Alejandro Fernández-Osorio:(Villayana,1984), licenciado en Psicología por la Universidad de Salamanca, Especialista en Teoría y Psicoterapia Psicoanalítica, máster en Estudios Literarios por la Universidad Complutense de Madrid. Tiene tres poemarios publicados:La exactitud del instante (2008), Frontería (2012) –Premio Asturias Joven de Poesía 2011- y Magaya (2014) -Premio de la Crítica Asturiana 2015- y la novela JC (2016) -Premio Asturias Joven de Narrativa 2015-.[5]
- Ricardo José López González (RicharBetaCode): Youtuber y streamer de videojuegos desde el año 2011. Desde Villallana crea y retransmite sus contenidos, que son seguidos a través de su canal por más de un millón de suscriptores. Junto con diversos patrocinadores, también realiza actividades de promoción y divulgación relacionadas con la industria de los videojuegos.

## Fiestas y ferias
Fiestas Bendito Cristo del Amparo – El segundo fin de semana de septiembre, en honor al Cristo del Amparo.

## Empleo
En la actualidad en la margen del río se encuentra el polígono industrial con dos empresas importantes asentadas: 
- Rioglass Solar I, para la producción de paneles solares.
- El Zinc5, para la producción de bovinas y chapas de zinc
- Y ya desde hace años una gasolinera en ambos sentidos de circulación de la autovía A-66